# Египетска кобра
Египетската кобра (Naja Haje) е змия от сем. Аспидови (Elapidae). Известни са 3 основни подвида: N. Haje Anchietae, N. Haje Arabica и N. Haje Legionis. Синоними: хая, египетска аспида, обикновена аспида, змия на Клеопатра, легионерска змия, легионерска кобра.

## Физически характеристики
Средна по размер змия. Обикновено достига 1 — 2,3 м. (до 3 м – непотвърдено). На цвят е в различни оттенъци на кафявото, охра, жълто, рядко сиво-черна. Срещат се черни и черно-кафяви екземпляри. Коремът най-често е светло жълтеникав. От долната страна на шията обикновено има тъмни (до черни) ивици с различна ширина и в различно количество. На главата няма рисунък, качулката е сравнително малка (15 — 20 см. ширина), с вътрешен ръб. Отровните зъби са малки, предни. Отровата е невротоксична. При едно ухапване отделя между 80 и 250 милиграма отрова. Очите и са големи, с кръгли зеници. Притежава добре развити зрение, обоняние

## Разпространение и местообитание
Среща се в цяла Африка от (Средиземноморието (N.H.Legionis)) до Кения, Танзания и Северен Мозамбик, (Арабския полуостров (N.H.Arabica)), Синай. Привнесен вид в РЮА. Непотвърдени данни — за Йордания, Сирия, Палестина и Ирак.
Избягва гъстите гори, предпочита савани, степи, полупустини, оазиси, ниви и плантации. Широко разпространена в много градове, например в Хартум има стабилна популация, която при това се увеличава. На много места живее в симбиоза с човека: тя изтребва гризачите по домове и ниви, а в замяна никой не я закача, хората просто внимават да не я настъпят. В миналото ареалът и е достигал до Индия и Мала Азия, но вече е изчезнала по тези места.

## Начин на живот
В природата се храни с всичко, което е по-малко от нея: гризачи, птици, яйца, гущери, други змии, жаби, даже и риба. Плува отлично. Женските снасят между 5 и 30 яйца. Строго териториална змия. Най-често леговището и е под камъни, хралупи, дупки на гризачи, изоставени постройки, мазета, хамбари. По принцип спокойна, когато бъде много раздразнена, става агресивна. Активна е късно вечер и нощем.